# Clubiona subsultans
Clubiona subsultans es una especie de araña araneomorfa del género Clubiona, familia Clubionidae. Fue descrita científicamente por Tord Tamerlan Teodor Thorell en 1875.
Habita en Europa, Rusia (Europa al sur de Siberia) y Japón.

## Descripción
La longitud del cuerpo de las hembras de Clubiona subsultans varía de 5 a 7 mm, la de los machos de 5 a 9 mm. La apófisis tibial es puntiaguda y tiene 2 barbas. El prosoma es de color marrón dorado, los quelíceros son de color marrón y las patas amarillas. El abdomen es de color marrón rojizo con manchas amarillas y una banda mediana negra con líneas de arco blancas.

## Hábitat y ecología
Se encuentra normalmente debajo de piedras y cortezas y en musgo y basura, principalmente en bosques de coníferas. Clubiona subsultans está asociada con los bosques de pinos de Caledonia, donde se ha encontrado debajo de la corteza, en las ramas, en la hojarasca de los pinos, entre pinos jóvenes y en enebros (Juníperos) que crecen como sotobosque dentro de un bosque de pinos. Se descubrió que era la araña más común atrapada en trampas artificiales tipo nido que se colocaron en Abernethy Forest para buscar la abeja Osmia uncinata. Se han encontrado arañas macho y hembra adultas en junio, los machos también en septiembre.

## Distribución
Clubiona subsultans tiene una distribución paleártica. En Europa se encuentra en el norte y centro de Europa. También se puede encontrar en el bosque Caledonio, en el centro-norte de Escocia.